# Finlay
Rijeka Finlay je rijeka u sjeverozapadnoj Kanadi, jedna od važnijih pritoka rijeke Mackenzie duga 402 km.

## Zemljopisne karakteristike
Finlay izvire u Stjenovitim planinama u Britanskoj Kolumbiji, odatle teče u smjeru jugoistoka do svog ušća u umjetno jezero Jezero Williston. Prije izgradnje brane Bennett na rijeci Peace - 1967. Finlay se spajao s rijekom Parsnip  i formirao rijeku Peace.